# 더 프란시스
《더 프란시스》(I fidanzati, The Fiances)는 이탈리아에서 제작된 에르마노 올미 감독의 1963년 드라마 영화이다. 1963년 칸 영화제에 출품되었다.

## 출연
- Carlo Cabrini - Giovanni 역
- Anna Canzi - Liliana 역